# NGC 7012
NGC 7012 (другие обозначения — PGC 66116, ESO 286-51, AM 2103-450) — эллиптическая галактика (E) в созвездии Микроскоп.
Этот объект входит в число перечисленных в оригинальной редакции «Нового общего каталога».
NGC 7012 — ярчайшая галактика скопления. В ней наблюдаются характерные градиенты поглощения магния